# 46 Hestia
46 Hestia este un asteroid de tip C din centura de asteroizi. A fost descoperit de Norman Robert Pogson la 16 august 1857. Este numit după Hestia (gr. Ἑστία), zeița căminului și a focului sfânt din mitologia greacă.

## Istoric
Unele observații au consemnat caracterul haotic al mișcării acestui asteroid. Ulterior, însă, s-a ipotezat, că acest asteroid ar putea  fi unul de rezonanță. Aceasta idee a lui Caraganciu a fost susținută de profesorul Eugeniu Grebenikov, care l- a condus ca doctorand la Moscova.
Ulterior, în anii 1980- 1985 a fost observat de astronomi americani cu telescoape terestre.  
Și mai târziu s- a constatat, că densitatea asteroidului este mult mai mare (circa 5,81 g/cm3, în comparație cu 1,8 - 2,7 g/cm3), decât ar fi urmat din observații și estimări teoretice, dar aceasta nu exclude posibilitatea caracterului rezonant a asteroidului.